# Gaussberg
Gaussberg är ett berg i Antarktis. Det ligger i Östantarktis. Australien gör anspråk på området. Toppen på Gaussberg är 370 meter över havet.
Terrängen runt Gaussberg är platt norrut, men söderut är den kuperad.  Trakten är obefolkad. Det finns inga samhällen i närheten.